# John Henry Kinkead

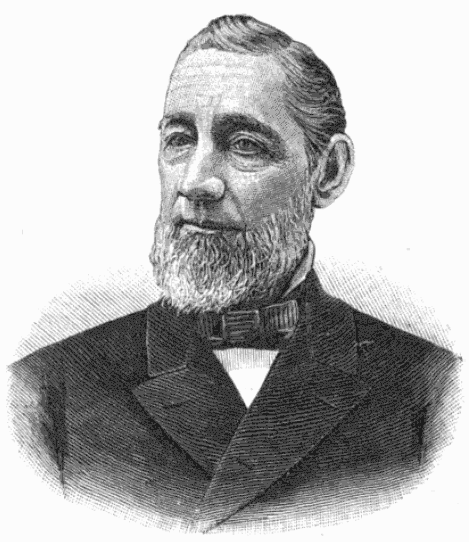

John Henry Kinkead (10 de dezembro de 1826 - 15 de agosto de 1904) foi um empresário e político estadunidense que foi o terceiro governador de Nevada e primeiro governador do distrito do Alasca.